# Калачики дрібненькі
Калачики дрібненькі, калачики круглолисті (лат. Malva pussilla Sm., Malva rotundifolia L.) — одно-, дво- або багаторічна трав'яниста рослина, з роду мальва, родини мальвових.

## Морфологія
Стебло лежаче або висхідне, від основи дуже розгалужене, 10-60 см заввишки. Листки чергові, довгочерешкові, з прилистками, округло-серцеподібні, неглибоко надрізані на 5-7 широких заокруглених нерівно-зарубчасто-зубчастих лопатей. Квітки правильні, двостатеві, по 2-10 у пазухах листків; пелюстки білі або злегка синюваті, на верхівці виїмчасті, дорівнюють довжині чашечки або трохи довші за неї. Плід розпадається на 8-12 плодиків-сім'янок. Цвіте у червні-жовтні.

## Поширення
Калачики дрібненькі трапляються всюди на подвір'ях, при дорогах, на засмічених місцях як звичайний бур'ян по всій території України.

## Хімічний склад
Уся рослина містить слизові й дубильні речовини; листя — аскорбінову кислоту (до 200 мг %), токоферол, каротин, насіння — жирну олію (до 17,7%).

## Фармакологічні властивості та використання
Калачики дрібненькі виявляють пом'якшувальну, відхаркувальну, обволікаючу, заспокійливу та болетамувальну дію. Слиз має велику адсорбційну поверхню і діє антитоксично. Препарати калачиків дрібненьких приймають всередину при захворюваннях дихальних шляхів (бронхіт, сухий нестримний кашель, охриплість тощо), при запальних процесах у шлунку і кишечнику та при діареї. Для посилення терапевтичного ефекту квітки і листя калачиків дрібненьких поєднують з квітками гречки звичайної, підбілу звичайного і маку дикого та з травою медунки лікарської. Зовнішньо у вигляді полоскань, обмивань, примочок і припарок калачики дрібненькі використовують при гінгівітах, запальних станах верхніх дихальних шляхів, при ангіні й геморої та для лікування опіків, ран, виразок, різних форм дисгідрозів та інших захворюваннях шкіри. Часто калачики дрібненькі використовують як замінник алтеї лікарської. До складу лікувально-профілактичного раціону включають салати з молодого листя калачиків.

## Сировина
Для виготовлення ліків використовують листя або всю надземну частину (траву), які заготовляють під час цвітіння рослини. Зібрану сировину попередньо пров'ялюють на сонці, а потім досушують під укриттям на вільному повітрі. Рослина неофіцинальна.

## Лікарські форми і застосування
Внутрішньо — настій квіток або листя (1 столова ложка сировини на 400 мл окропу, настоюють 1 годину) по пів склянки 3 рази на день до їди, підсолоджуючі медом; настій листя (2 чайні ложки сировини на 200 мл холодної кип'яченої води, настоюють 3-5 годин) п'ють ковтками по 1 склянці на день; напар суміші (порівну) квіток калачиків дрібненьких, гречки звичайної, підбілу звичайного, маку дикого і трави медунки лікарської (50 г суміші на 1 л окропу, напарюють у термосі ніч) по 1 склянці 5 раз на день; салат — помите листя калачиків занурюють на 1 хвилину в окріп, подрібнюють, додають цибулі, хрону і солі, перемішують, заправляють вершками (на 100 г листя калачиків беруть 25 г ріпчастої цибулі, 25 г тертого хрону, 20 г вершків та сіль).
Зовнішньо — відвар суміші квіток і листя калачиків дрібненьких (по 1 столовій ложці в 1 склянці води) для полоскання і примочок; настій суміші (порівну) квіток калачиків дрібненьких алтеї лікарської, бузини чорної і дивини густоквіткової (1-2 чайні ложки суміші на 200 мл окропу) для полоскання і примочок; теплий залишок після проціджування настою квіток або листя калачиків прикладають до опіків 2-3 рази на день у вигляді припарок; настій пелюсток калачиків (2 пучки на 200 мл окропу настоюють 10 хвилин) використовують теплим для компресів при тріщині заднього проходу (Fissura ani); лосьйон — 2 столові ложки листя калачиків дрібненьких настоюють на 300 мл холодної кип'яченої води 1 годину і використовують для компресів (примочок) при надмірній жирності шкіри обличчя; суміш трави калачиків дрібненьких (200 г), трави полину звичайного, квіток ромашки лікарської, зерна вівса посівного (по 150 г) заливають 5 л окропу, настоюють протягом дня, ввечері кип'ятять і додають до ванни, яку приймають на ніч при збільшенні селезінки (тривалість процедури — 20-30 хвилин).